# انقلاب اطلاعات
واژهٔ انقلاب اطّلاعات یا انقلاب اطّلاعاتی به آن دسته از تغییرات اقتصادی، اجتماعی، و فنّی‌ای اشاره دارد که امروزه فراتر از انقلاب صنعتی و در نتیجهٔ قانون مور و پیشرفت عظیم فناوری اطّلاعات در سال‌های اخیر در حال وقوعند.